# Carioca Arena 1
Carioca Arena 1 je športska dvorana u naselju Barra da Tijuca u zapadnom dijelu Rio de Janeira, uz obalu Atlantika. Dvorana je izgrađena za potrebe Olimpijskih i Paraolimpijskih Igara 2016. održanima u Rio de Janeiru. U njoj su održana natjecanja košarkaškog turnira Olimpijskih Igara te natjecanja u košarci u kolicima i ragbiju u kolicima na Paraolimpijskim Igrama 2016. Kao i većina drugih borilišta u Riju, nalazi se u Olimpijskom parku Barra i dio je kompleksa triju dvorana Carioca (1,2 i 3).
Izgradnja dvorane započela je u srpnju 2013., a završena je u siječnju 2016. Dvorana je visoka 33 metra i zauzima površinu od 38.000 četvornih metara, a njezin vanjski izgled (eksterijer) oblikovan je po uzoru na planinski kraj u zaleđu Rija. Dvorana uz igralište ima i 282 sobe, 49 kupaonica i 8 pokretnih soba te svlačionice i pomoćne prostorije.
Parket u dvorani napravljen od dvije vrste drveta iz obližnjeg kraja, a cijela zgrada je niskoenergetski građena s mnogo prirodne izolacije (poput slame, drva staklene vune i recikliranog papira) uz vrlo malu upotrebu umjetnih materijala poput plastike. Također, uz štedljivi ventilacijski sustav, dvorana ima i pročišćivače vode i zraka, kao i prostore za skladištenje i odvajanje otpada.
Dvorana je za vrijeme trajanja Olimpijskih igara imala kapacitet od 16.000 sjedećih mjesta, postignut pomoćnim tribinama, dok Arena inače može primiti 6.000 posjetitelja sa svojim osnovnim gledalištem. Izgradnja kompleksa Carioca Arena 1,2 i 3 koštala j brazilsku državu 1,678 milijardi brazilskih reala, uključujući i troškove održavanja utakmica i susreta tijekom (Para)Olimpijskih Igara i uređenje okoliša oko borilišta.
Nakon otvaranja početkom siječnja 2016., u dvorani se od 29. do 31. siječnja održavao Međunarodni turnir u ragbiju u kolicima kao prednatjecanje (testni događaj) za Paraolimpijske igre.